# John Aniston
John Anthony Aniston (nacido Giannis Anastasakis; La Canea, Grecia; 24 de julio de 1933-Los Ángeles, California; 11 de noviembre de 2022) fue un actor griegoestadounidense, conocido por su papel de Victor Kiriakis en la telenovela de NBC Days of Our Lives, desde 1985 hasta su muerte. Era el padre de la conocida actriz Jennifer Aniston.

## Primeros años
Aniston nació como Giannis Anastasakis (griego: Γιάννης Αναστασάκης) en La Canea en la isla de Creta, Grecia. Hijo de Joanne Stella (1 de octubre de 1899-7 de noviembre de 1992) y Antonios Anastasakis (17 de enero de 1889-mayo de 1965). Sus padres emigraron a los Estados Unidos cuando Aniston tenía dos años, y abrieron un restaurante en Chester, Pensilvania. 
Se graduó de la Universidad Estatal de Pensilvania con una licenciatura en Artes Teatrales. Sirvió en la Marina de Estados Unidos como oficial de inteligencia en servicio activo en Panamá, y más tarde en la reserva.

## Vida personal
John tuvo una hija, la actriz Jennifer Aniston (nacida en 1969), con su primera esposa, Nancy Dow, y también un hijo, Alexander, con su segunda esposa, Sherry Rooney Aniston (a quién había conocido mientras trabajaban en "Love of Life", cuando interpretó a una abogada llamada Dory Patten, que estaba enamorada de su personaje, Eddie Aleata). En abril de 2022, se anunció que Aniston recibiría el premio Daytime Emmy Lifetime Achievement Award en la 49.ª edición de los premios Daytime Creative Arts & Lifestyle Emmy, celebrada el 18 de junio de ese año.
El padrino de Jennifer es Telly Savalas, uno de sus mejores amigos.
 Falleció el 11 de noviembre de 2022 a la edad de 89 años.